# Цзіньша
Цзіньша (кит. 金沙江, пін. Jīnshājiāng; букв. «Річка золотого піску»,  тиб. Dri Chu, འབྲི་ཆུ) — китайська назва для верхів'їв річки Янцзи. Протікає через провінції Цинхай, Сичуань і Юньнань на заході Китаю. Річка протікає через Ущелину Тигра, що стрибає.
Іноді її об'єднують разом із Ланьцангом (верхній Меконг) і Ну (верхів'я Салуїну) як територію Санцзян («Трирічки»), частина якої включає національний парк Три паралельні річки у провінції Юньнань.
Річка має важливе значення для виробництва гідроелектроенергії, кілька найбільших у світі гідроелектростанцій знаходяться на річці Цзіньша.
Верхня течія річки має ухил близько 2,7 м/км. За Батангом (Сичуань) градієнт поступово падає приблизно до 1,5 метрів на кілометр, але Цзіньша не є судноплавною, і у своїй верхній течії, через ущелини, більше заважає, ніж допомагає транспорту. Друга за величиною гідроелектростанція у світі була урочисто відкрита в червні 2021 року на річці Цзіньша.